# Frank Hammer
Frank Hammer (* 12. September 1955 in Frankfurt (Oder)) ist ein ehemaliger deutscher Politiker (Die Linke). Er war von 1999 bis 2009 Mitglied im Landtag Brandenburg. Er war inoffizieller Mitarbeiter der DDR-Staatssicherheit.

## Leben
Hammer leistete seinen Wehrdienst beim Wachregiment Feliks Dzierzynski und absolvierte von 1972 bis 1974 eine Berufsausbildung zum Schiffbauer an der Mathias-Thesen-Werft Wismar. Danach arbeitete er bis 1978 als Schiffbauer und studierte anschließend bis 1981 Kulturwissenschaften an der Fachschule für Klubleiter in Meißen und schloss es als Klubleiter ab.
Nach einer zweijährigen Tätigkeit als Kulturhausleiter studierte er zudem Literatur von 1982 bis 1985 am Institut für Literatur in Leipzig.
Es folgen Tätigkeiten in verschiedenen Berufen und nach der Wende Arbeitslosigkeit von 1989 bis 1990. Ab 1990 war Hammer drei Jahre lang hauptamtlicher und ehrenamtlicher Kreisvorsitzender der PDS Frankfurt (Oder). Von 1992 bis 1999 arbeitete er schließlich als Streetworker/Jugendsozialarbeiter beim Berliner Jugendhilfeträger Independent Living.
Frank Hammer hat zwei Kinder.

## Politik
Er war seit 1974 Mitglied der SED und ab 1990 der PDS. Von 1990 bis 1992 und wieder ab 1993 ist er Mitglied der Stadtverordnetenversammlung Frankfurt (Oder).
Frank Hammer  war von 1999 bis 2009 Mitglied des Landtages Brandenburg, in den er jeweils über ein Direktmandat im Landtagswahlkreis Frankfurt (Oder) einziehen konnte. In der 4. Wahlperiode war er  Sprecher für Osteuropapolitik seiner Fraktion und Mitglied im Ausschuss für Europaangelegenheiten und Entwicklungspolitik.
Im Vorfeld der Oberbürgermeisterwahlen in Frankfurt (Oder) im Dezember 2009 wurde er nicht von seiner Partei nominiert. Hintergrund dabei war seine frühere Tätigkeit als inoffizieller Mitarbeiter des MfS. Er hatte eine Verpflichtungserklärung unterschrieben und geht mit seiner Vergangenheit seit 1992 offen um.

## Veröffentlichungen
- Axt im Nadelkissen : Gedichte, Jacobsdorf : Verlag Die Furt, c2001. ISBN 3-933416-27-2.
- Geschichten aus der Eisenzeit, Frankfurt (Oder) : Publ. Werbeagentur Medien-&-Verl.-GmbH, 2009. ISBN 978-3-9812358-3-8.